# Moventis Llobregat
Moventis, el dissabte 6 d'abril del 2024, va entrar en funcionament el nou contracte de Bus Metropolità de l'Àrea Metropolitana de Barcelona (AMB) a l'Hospitalet de Llobregat, el Prat de Llobregat i els municipis amb què mantenen connexions metropolitanes, que són: 
- Cornellà de Llobregat
- Esplugues de Llobregat
- Sant Joan Despí
- Sant Just Desvern
- Sant Feliu de Llobregat

- Barcelona

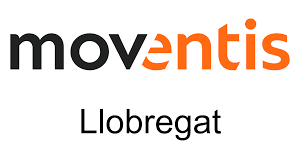
Logo Moventis Llobregat

Es tracta d´un servei que compta amb prop de 15 milions                 d'usuaris al´any.
El nou servei operat per Moventis comporta les següents millores:
1. Noves línies L20 i L21. Substitueixen, respectivament, les línies L10 i L11. La nova nomenclatura permet diferenciar aquestes línies de Bus Metropolità de les línies de metro.
2. L20: manté el mateix recorregut que la línia L10 entre el Prat de Llobregat i l’hospital Moisès Broggi, a Sant Joan Despí. Es millora l’oferta de servei els dies feiners, passant d’una freqüència de 20 minuts a una freqüència de 15 minuts, i els dissabtes es passa de 30 minuts a 20 minuts.
3. L21: es prolonga fins a Sant Just Desvern i Sant Feliu de Llobregat. A l’Hospitalet de Llobregat es crea un nou corredor amb la línia L21 entre Bellvitge i l’estació de rodalies de l’Hospitalet per l’avinguda Fabregada. La línia circula també els dissabtes, festius i feiners d’agost.
4. Millora de l’oferta de la línia X30. Passa a circular cada 20 minuts a cada 15 minuts els feiners de dilluns a divendres i de cada 30 minuts a cada 20 minuts els dissabtes.
5. Nous vehicles. Inicialment el servei s'opera amb 100 vehicles, dels quals 16 són nous. Tot i així, el contracte preveu una adquisició de 43 vehicles nous per tal de renovar i ampliar la flota.

| Línia | Origen - Destinació                          | Ciutats Proveïdes                               | Línia | Origen - Destinació                   | Ciutats Proveïdes                                                                         | Línia | Origen Destinació                                   | Ciutats Proveïdes                                                      |
| ----- | -------------------------------------------- | ----------------------------------------------- | ----- | ------------------------------------- | ----------------------------------------------------------------------------------------- | ----- | --------------------------------------------------- | ---------------------------------------------------------------------- |
| CJ    | Ciutat de la Justicia - Estació de Sants     | Barcelona i L'Hospitalet de Llobregat           | PR1   | Aeroport T2 - Aeroport T1             | El Prat de Llobregat                                                                      | PR2   | Sant Cosme - Estació Rodalies                       | El Prat de Llobregat                                                   |
| PR3   | Estació Rodalies - Platja del Prat           | El Prat de Llobregat                            | PR5   | Les Moreres - Platja del Prat         | El Prat de Lobregat                                                                       | LH1   | Tanatori - Collblanc                                | L'Hospitalet de Llobregat                                              |
| LH2   | Tanatori - Collblanc                         | L'Hospitalet de Llobregat                       | M12   | Almeda - Plaça Reina Maria Cristina   | Cornellà de Llobregat                                                                     | M14   | Bellvitge - Plaça Reina Maria Cristina              | Barcelona, L'Hospitalet de Llobregat i Cornellà de Llobregat           |
| L16   | Pubilla Cases - Plaça Çerda                  | L'Hospitalet de Llobregat i Barcelona           | L20   | Sant Joan Despí - El Prat de Lobregat | Sant Joan Despí, Esplugues de Llobregat, L'Hospitalet de Llobregat i El Part de Llobregat | L21   | L'Hospitalet de Llobregat - Sant Feliu de Llobregat | Sant Feliu de Llobregat, Sant Just Desvern i L'Hospitalet de Llobregat |
| L22   | Hospital de Bellvitge - El Prat de Llobregat | L'Hospitalet de Llobregat i El Prat de Lobregat | X30   | Barcelona - Sant Just Desvern         | Barcelona, Sant Joan Despí, Sant Just Desvern i Sant Feliu de Llobregat                   |       |                                                     |                                                                        |

Moventis LLobregat és conscient de la importància que té la col·laboració de tothom, empreses, institucions, administracions públiques i particulars, en l'impuls de pràctiques responsables que respectin el medi ambient.
Per això, des del Grup Moventis i mitjançant el seu sistema de gestió ambiental treballen per desenvolupar les seves activitats des de la perspectiva d'un desenvolupament sostenible que no comprometi les necessitats de les generacions futures.
D'aquesta manera proporcionen un valor afegit al seu servei i, a més, a la qualitat de vida dels seus clients i clientas.
Ja disposen d'un 75% de la flota de vehicles híbrids i han integrat una sèrie de directrius ambientals a la seva estratègia de negoci:

• Incorporació d'autobusos elèctrics: Continuen ampliant la seva flota amb vehicles elèctrics per reduir les emissions de CO2 i contribuir a l'entorn més net.

• Reciclatge de residus: S'asseguren que tots els seus residus, incloent-hi els llots del túnel de rentat, oli usat, absorbents, envasos de productes químics, piles, etc., siguin gestionats per gestors autoritzats per garantir un tractament adequat i sostenible.
1. ↑  Notícia «Moventis torna a la vaga parcial amb mobilitzacions». Comunicació, 12-12-2024, pàg. https://www.elcugatenc.cat/noticia/99023/treballadors-de-moventis-es-mobilitzen-contra-els-greuges-a-la-plantilla-a-les-linies-del-+[Consulta: 10 desembre 2024].

- Moventis Llobregat - Lloc Web Oficial